# Abobo (distrikt i Etiopien)
Abobo är ett distrikt i Etiopien. Det ligger i den västra delen av landet, 500 km väster om huvudstaden Addis Abeba.